# 臺北市立圖書館啟明分館
臺北市立圖書館啟明分館（簡稱：啟明分館），座落於中華民國台灣臺北市松山區。

## 介紹
視障資料館，位於啟明分館，全台首間視障圖書館。座落於松山區敦化北路155巷76號3樓（近長庚醫院台北院區），距捷運台北小巨蛋站約400公尺。館藏特色為視障資料，館舍自地上4樓至地下1樓，為台北市立啟明學校舊址。
1963年，此分館前身盲人點字圖書室於「臺北市盲人福利協進會」成立；1986年，遷入大同分館；1994年9月30日此分館於今址成立；1998年，改為台北市啟明服務中心；2005年，該大樓由此分館接手管理。
此分館因服務對象特殊，提供將一般書轉譯為點字書之服務。館藏常以預約方式，直接送至讀者的家中，而非讀者親自前來取書。此外此分館內讀者，不需要使用燈光，故此分館可以看到，許多人在黑暗的閱覽室內專心讀書、在關閉的螢幕前閱覽網頁的景象。
因視障資料不易購得，啟明分館持續招募志工重製點字書、雙視書（適合一般讀者與視障讀者閱讀的書）以及有聲書；目前有聲書藏書量約8,000冊。由於人力不足與視障讀物的製作較為困難，館藏增加速度相對緩慢。
| 樓層       | 分區                 |
| ---------- | -------------------- |
| 視障資料館 |                      |
| 4          | 音樂廳、教室、會議室 |
| 3          | 行政中心             |
| 2          | 有聲圖書室、親子區   |
| 1          | 點字閱覽室           |
| B1         | 健身房               |

## 交通位置

### 台北公車
- 南京敦化路口(小巨蛋)站(敦化北路上往北方向)：敦化幹線、33、262、275、277、556、630、672、688、902、903、905、906、909、913、1211、2002、5350

- 長春敦化路口站：敦化幹線、33、254、262、275、277、556、688、630、902、903、905、906、909、913、1211

- 南京敦化路口(小巨蛋)站(南京東路上往東方向)：南京幹線、承德幹線、紅25、棕10、46、248、279、282、288、306、307、604、605、652、668、672、675、711、797、903、1802、1803、1815

- 南京敦化路口(小巨蛋)站(南京東路上往西方向)：南京幹線、承德幹線、紅25、棕10、46、248、279、282、288、306、307、604、605、652、668、675、711、797、1802、1803、1815

### 台北捷運
- 松山線台北小巨蛋站下車，自一號出口出站往敦化北路方向轉進南京東路四段53巷步行約5分鐘，或自五號出口出站，往前左轉沿健康路走至敦化北路155巷左轉。

## 外部連結
- 台北市立圖書館啟明分館簡介 （页面存档备份，存于）